# Google Developer Day

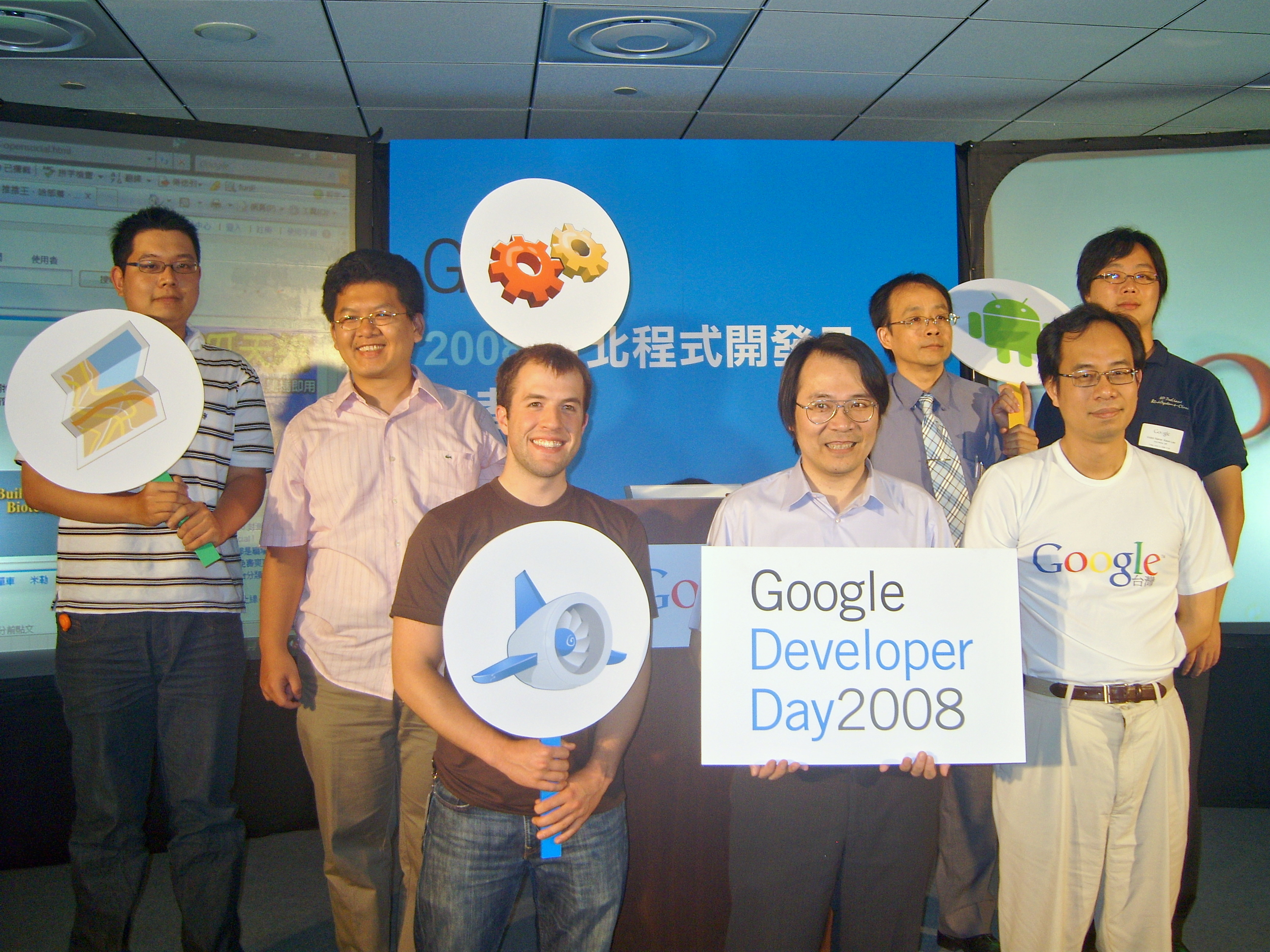
Google Developer Day 2008, Tajvan

A Google Developer Day (Google Fejlesztői Nap) a Google által évente a világ különböző részein, de különböző napokon megrendezett, egynapos webfejlesztés-centrikus rendezvények összefoglaló neve. A programban szemináriumok és fejlesztői laborok (codelabs) szerepelnek, amik a webes, mobil és vállalati alkalmazásokra koncentrálnak Google-technológiákkal és egyéb nyílt webes technológiákkal, mint az Android, HTML5, Chrome, App Engine, Google Web Toolkit, és a résztvevőknek lehetőséget nyújt nemcsak arra, hogy ismereteket szerezzenek a Google fejlesztői termékeiről, hanem a Google mérnökeivel való személyes találkozásra is.
Idáig négy évben rendezték meg:
- Google Developer Day 2007: Mountain View, Kalifornia, USA; São Paulo, Brazília; London; Párizs; Madrid; Hamburg; Moszkva; Tokió; Sydney; Peking.[1]
- Google Developer Day 2008: június 10.: Jokohama, Japán; június 12.: Peking; Tajpej, Tajvan; június 18.: Sydney; június 23.: Mexikóváros; június 27.: in São Paulo; szeptember 16.: London; szeptember 18.: Párizs; szeptember 23.: München; szeptember 25.: Madrid; október 18.: Bengaluru, India; október 21.: Milánó; október 24.: Prága; október 28.: Moszkva; november 2.: Tel-Aviv, Izrael.[2]
- Google Developer Day 2009: június 5.: Peking; június 9.: Jokohama, Japán; június 29.: São Paulo, Brazília; november 6.: Prága; november 10.: Moszkva.[3]
- Google Developer Day 2010: szeptember 28.: Tokió; október 29.: São Paulo, Brazília; november 9.: München; november 12.: Moszkva; november 16.: Prága.[4]
- Google Developer Day 2011: szeptember 16.: São Paulo, Brazília; szeptember 19-20.: Buenos Aires, Argentína; október 10.: Moszkva; október 18.: Prága; november 1.: Tokió; november 8.: Sydney; november 13.: Tel-Aviv, Izrael; november 19.: Berlin.[5]